# Композиція (музика)
Компози́ція (лат. composito — складання, створення) в музиці — термін який може означати:
- Процес музичної творчості;
- Закінчений музичний твір;
- Особливості побудови музичного твору (музична форма);
- Науку, що інтегрує ряд музично-теоретичних дисциплін.
- Навчальну дисципліну у спеціалізованих закладах.

## Композиція як музичний твір
Поняття композиції як естетичної категорії закріпилося в епоху Відродження з поширенням концепції вільної людської особистості — творця. Як естетична категорія, композиція характеризує предметне втілення музики у вигляді виробленого й завершеного в собі музичного твору, «опусу», що відрізняє її від варіантності народної творчості-процесу, або імпровізації (наприклад у джазі).
Композиція передбачає автора-особистість (композитора), його цілеспрямовану творчу діяльність, що залучає складний апарат технічних засобів, систематизований музичною теорією, втілюючи зміст в об'єктивованій звуковій структурі. Композиція продовжує своє існування окремо і незалежно від творця. Письмова фіксація композиції вимагає розробленої музичної нотації.
Композиція як музично-художнє ціле стабільне, завдяки чому звучання твору може бути відтворено через будь-які проміжки часу після її створення. Разом з тим композиція, будучи завжди розрахованою на певні умови виконання й функцію в музичному житті, неминуче виявляється відбитком історично й соціально обумовлених естетичних відносин музичного мистецтва і дійсності, її образом.

## Композиція як музична форма
З огляду на структуру та організацію музичного твору, його композиція як правило описується як музична форма. Форма музичної композиції може мати наскрізну структуру, в цьому випадку всі її частини є різними і не містять повторень. В іншому випадку музичний твір може містити повторення музичного матеріалу, наприклад повторення властиві таким музичним формам, як рондо, куплетна та іншим. Деякі твори компонуються навколо певного звукоряду, а композиторська техніка розглядається як способи використання конкретного звукоряду.
У тональній музиці важливе значення має лад, що визначає використовуваний у музичному творі звукоряд, а також поняття тонального центру. В музиці, що використовує дванадцятитонові техніки, звуковий ряд іноді має ще більш всеохопне значення. Жорстко пов'язана з використанням обмежених звукорядів музика багатьох народів Азії та Африки.

## Вчення про композицію

### Історичний нарис
З найдавніших часів уявлення про композиційно-єдине музичне ціле зв'язувалося з текстовою (або танцювально-метричною) основою. Латинському поняттю композиції історично передувало грецьке поняття мелопея. В епоху середньовіччя термін «componere» був уведений Гвідо д'Ареццо в «Мікробалці» (бл. 1025). Під композицією розумілася глибока образна митецька обробка хоралу (cantus firmus). Йоханес де Грохео в роботі «Про музику» (бл. 1300) відносив це поняття до поліфонічної музики («musica composita») і застосовував термін «compositor». В епоху Відродження Іоанн Тинкторис («Визначник музичних термінів», 1474) виділив в останньому терміні творчий момент (композитор — «той, що написав який-небудь новий кантус»); в «Книзі про мистецтво контрапункту» (1477) він чітко розрізнив контрапункт йотований — «res facta» (рівнозначно «cantus compositus» у «Визначнику»), і імпровізований («super librim cantare»).
В кінці XV — початку XVI століть навчання про контрапункт розширилося до поняття «ars componendi» («Мистецтва композиції», термін Мельхіора Шанпехера, одного з авторів трактату «Золота праця про музику» («Opus aureum musicae…», 1501)); в середині XVI — початку XVIII століть у Німеччині термін «musica poetica» означав науку композиції (як «musica theoretica» — закони музики, a «musica practica» — уміння, майстерність композиції.)
В XVII–XIX століттях століттях Наука про композицію (нім. Kompositionslehre) оформилася як певний звід теоретичних відомостей і практичних керівництв до написання музичних твору. Руху музики до художньої автономності відповідало уявлення про композицію як музичну форму, що базується на специфічних музичних основах (тональності, функціях тональних, модуляції, тематизмі, контрасті пісенної структури й сполучних, розроблювальних ходів). При цьому в центрі уваги теоретиків композиції виявився класичний сонатний цикл.
В XX столітті не існує єдиного вчення про композиції, що узагальнювало би сучасну художню практику в усьому її різноманітті. Поняття композиції охоплює безліч окремих стильових напрямків і технік, включаючи як традиційне тонально-тематичне письмо, так і методи композиції, що виходять із принципово нетрадиційних її трактувань (алеаторика, додекафонія, Конкретна музика, серійна та серіальна техніка, сонористика і т.п.).

### Наукові праці
Підручники композиції часто збігалися з загальним вченням про композицію або з домінуючою на той час галуззю вчення про неї:
- «Le istitutioni harmoniche…» Джузеппе Царліно (Venetia, 1558);
- «Von der Singe-Kunst, oder Maniera. Traclatus compositionis augmentatis …» К. Бернхарда (сер. XVII століття);
- «Traite'de rharmonje» Ж. Ф. Рамо (Р., 1722);
- «Gradus ad Parnassum» І. Й. Фукса (W., 1725);
- «Gründliche Anweisung zur Komposition» И. Г. Альбрехтсбергера (Lpz., 1790);
- «Traite de haute composition musicale» А. Рейхи (v. 1—2, P., 1824—26);
- «Die Lehre von der musikalischen Komposition» А. Б. Маркса (Bd 1 — 4, Lpz., 1837—47);
- «Lehrbuch der musikalischen Komposition» І. К. Лобе (Bd 1—4,Lpz., 1850—67);
- «Grosse Kompositionslehre» X. Римана (Bd 1—3, В.— Stuttg., 1902—13).

В Україні першим вченням про композицію стала «Мусикійська граматика» Миколи Дилецького (Вільно, 1677), в якій значну увагу було приділено питанням партесного співу і партесної композиції.
Серед підручників композиції XX століття:
- «Cours de composition musicale» В. д'Енді (v. 1—4, P., 1903—50);
- «Unterweisung im Tonsatz» П. Хіндеміта (Bd 1 — 3, Mainz, 1937—70);
- «Studies in counterpoint, based on the twelve-tone technique» Е. Кшенека (N.Y., 1940).
- «Die Grundlagen der musikalischen Komposition.» («Основи музичної композиції») А. Шенберга
- Technique de mon language musical («Техніка моєї музичної мови»), О.Мессіана (Leduc, Paris, 1944).

## Процес композиції
У процесі створення музичного твору, композитор залучає широкий спектр своїх знань і досвіду застосування різноманітних технік. Як правило необхідними є володіння музичною нотацією та інструментовкою. В традиційній композиції виділяють три сторони композиторської роботи — гармонія, мелодія і ритм. Сучасні композитори залучають різноманітні додаткові техніки композиції як імпровізації, монтаж, препарування інструментів або використання інших нетрадиційних способів звуковидобування.

## Композиція як навчальна дисципліна
Предмет композиції викладається у спеціальних музичних навчальних закладах. В ряді консерваторій існують окремі композиторські факультети (зокрема в Київській та Московській консерваторіях), випускники яких отримують диплом композитора. В ряді закладів композиторський відділ може бути об'єднаним з історико-теоретичними або/та диригентським (наприклад у Варшавському музичному університеті).
В багатьох країнах практикуються також міжнародні майстер-класи з композиції, на яких визнані майстри діляться власним досвідом з композиторами-початківцями.